# Kurt Behrens
Kurt Edward Behrens (Magdeburg, Saxònia-Anhalt, 26 de novembre de 1884 – Berlín, 5 de febrer de 1928) va ser un saltador alemany que va competir a començaments del segle xx.
El 1908 va prendre part en els Jocs Olímpics de Londres, on guanyà la medalla de plata en la competició de salt de trampolí de 3 metres, rere el seu compatriota Albert Zürner.
Quatre anys més tard, als Jocs d'Estocolm guanyà la medalla de bronze en la mateixa prova, mentre fou eliminat en la primera ronda en les proves del salt de palanca de 10 metres i palanca alta.